# Atletiek op de Olympische Zomerspelen 2020 – 400 meter vrouwen
De 400 meter voor vrouwen  op de Olympische Zomerspelen 2020 vond plaats op woensdag 3, donderdag 4 en zaterdag 6 augustus 2021 in het Olympisch Stadion.  

## Records
Voorafgaand aan het toernooi waren dit het wereldrecord en het olympisch record.
| Wereldrecord     | Marita Koch      | 47,60 | Canberra | 6 oktober 1985 |
| Olympisch record | Marie-José Pérec | 48,25 | Atlanta  | 29 juli 1996   |

## Resultaten

### Series
De eerste drie van elke serie kwalificeerden zich direct voor de halve finales. Van de overgebleven atleten kwalificeerden de zes tijdsnelsten zich ook voor de halve finales.

#### Serie 1
| Rang | Baan | Atleet               | Land | Reactie | Tijd  | Bijz.  |
| ---- | ---- | -------------------- | ---- | ------- | ----- | ------ |
| 1    | 2    | Shaunae Miller-Uibo  | BAH  | 0,132   | 50,50 | Q      |
| 2    | 6    | Roxana Gómez         | CUB  | 0,182   | 50,76 | Q, =PB |
| 3    | 7    | Sada Williams        | BAR  | 0,154   | 51,36 | Q, SB  |
| 4    | 8    | Aliyah Abrams        | GUY  | 0,160   | 51,44 | q, SB  |
| 5    | 5    | Kyra Constantine     | CAN  | 0,167   | 51,69 | q      |
| 6    | 3    | Anita Horvat         | SLO  | 0,185   | 52,34 |        |
| 7    | 4    | Patience Okon George | NGR  | 0,187   | 52,41 |        |

#### Serie 2
| Rang | Baan | Atleet           | Land | Reactie | Tijd  | Bijz.     |
| ---- | ---- | ---------------- | ---- | ------- | ----- | --------- |
| 1    | 3    | Jodie Williams   | GBR  | 0,170   | 50,99 | Q         |
| 2    | 4    | Quanera Hayes    | USA  | 0,175   | 51,07 | Q         |
| 3    | 7    | Cátia Azevedo    | POR  | 0,155   | 51,26 | Q         |
| 4    | 5    | Lisanne de Witte | NED  | 0,172   | 51,68 | q, SB     |
| 5    | 6    | Bendere Oboya    | AUS  | 0,172   | 52,37 |           |
| —    | 2    | Amantle Montsho  | BOT  | 0,125   | DNF   |           |
| —    | 8    | Meleni Rodney    | GRN  | 0,196   | DNF   |           |
| —    | 9    | Aliya Boshnak    | JOR  | 0,238   | DQ    | TR 17,3,1 |

#### Serie 3
| Rang | Baan | Atleet            | Land | Reactie | Tijd           | Bijz. |
| ---- | ---- | ----------------- | ---- | ------- | -------------- | ----- |
| 1    | 4    | Allyson Felix     | USA  | 0,168   | 50,84          | Q     |
| 2    | 2    | Roneisha McGregor | JAM  | 0,180   | 51,14 (51,138) | Q     |
| 3    | 6    | Lada Vondrová     | CZE  | 0,182   | 51,14 (51,139) | Q, PB |
| 4    | 3    | Ama Pipi          | GBR  | 0,126   | 51,17          | q     |
| 5    | 7    | Tiffani Marinho   | BRA  | 0,210   | 52,11          |       |
| 6    | 8    | Leni Shida        | UGA  | 0,201   | 52,48          |       |
| 7    | 5    | Samantha Dirks    | BIZ  | 0,177   | 54,16          | SB    |
| 8    | 9    | Tetyana Melnyk    | UKR  | 0,179   | 54,99          |       |

#### Serie 4
| Rang | Baan | Atleet            | Land | Reactie | Tijd  | Bijz.     |
| ---- | ---- | ----------------- | ---- | ------- | ----- | --------- |
| 1    | 5    | Candice McLeod    | JAM  | 0,202   | 51,09 | Q         |
| 2    | 6    | Amandine Brossier | FRA  | 0,171   | 51,65 | Q         |
| 3    | 7    | Susanne Walli     | AUT  | 0,209   | 52,19 | Q         |
| 4    | 3    | Corinna Schwab    | GER  | 0,155   | 52,29 |           |
| 5    | 9    | Irini Vasiliou    | GRE  | 0,164   | 53,16 |           |
| 6    | 4    | Galefele Moroko   | BOT  | 0,202   | 55,89 | SB        |
| —    | 8    | Nicole Yeargin    | GBR  | 0,182   | DQ    | TR 17,3,1 |
| —    | 2    | Cynthia Bolingo   | BEL  | —       | DNS   |           |

#### Serie 5
| Rang | Baan | Atleet                  | Land | Reactie | Tijd  | Bijz. |
| ---- | ---- | ----------------------- | ---- | ------- | ----- | ----- |
| 1    | 3    | Stephenie Ann McPherson | JAM  | 0,138   | 50,89 | Q     |
| 2    | 4    | Natalia Kaczmarek       | POL  | 0,150   | 51,06 | Q     |
| 3    | 5    | Paola Morán             | MEX  | 0,162   | 51,18 | Q, SB |
| 4    | 6    | Phil Healy              | IRL  | 0,158   | 51,98 |       |
| 5    | 8    | Hellen Syombua Kalii    | KEN  | 0,221   | 52,70 |       |
| 6    | 2    | Agnė Šerkšnienė         | LTU  | 0,172   | 52,78 |       |
| 7    | 7    | Natassha McDonald       | CAN  | 0,161   | 53,54 |       |

#### Serie 6
| Rang | Baan | Atleet                | Land | Reactie | Tijd  | Bijz. |
| ---- | ---- | --------------------- | ---- | ------- | ----- | ----- |
| 1    | 2    | Marileidy Paulino     | DOM  | 0,184   | 50,06 | Q     |
| 2    | 6    | Wadeline Jonathas     | USA  | 0,209   | 50,93 | Q     |
| 3    | 4    | Lieke Klaver          | NED  | 0,200   | 51,37 | Q     |
| 4    | 7    | Aauri Bokesa          | ESP  | 0,235   | 51,89 | q, SB |
| 5    | 9    | Eleni Artymata        | CYP  | 0,224   | 51,91 | q     |
| 6    | 8    | Barbora Malíková      | CZE  | 0,195   | 52,83 |       |
| 7    | 3    | Shalysa Wray          | CAY  | 0,216   | 53,61 |       |
| 8    | 5    | Christine Botlogetswe | BOT  | 0,214   | 53,99 | SB    |

### Halve finales
De eerste twee van elke halve finale kwalificeerden zich direct voor de finale. Van de overgebleven atleten kwalificeerden de twee tijdsnelsten zich ook voor de finale.

#### Halve finale 1
| Rang | Baan | Atleet            | Land | Reactie | Tijd  | Bijz. |
| ---- | ---- | ----------------- | ---- | ------- | ----- | ----- |
| 1    | 5    | Marileidy Paulino | DOM  | 0,172   | 49,38 | Q, NR |
| 2    | 7    | Candice McLeod    | JAM  | 0,162   | 49,51 | Q, PB |
| 3    | 4    | Roxana Gómez      | CUB  | 0,168   | 49,71 | q, PB |
| 4    | 6    | Quanera Hayes     | USA  | 0,153   | 49,81 | q     |
| 5    | 3    | Eleni Artymata    | CYP  | 0,191   | 50,80 | NR    |
| 6    | 9    | Susanne Walli     | AUT  | 0,224   | 51,52 | PB    |
| 7    | 2    | Ama Pipi          | GBR  | 0,140   | 51,59 |       |
| 8    | 8    | Lada Vondrová     | CZE  | 0,183   | 51,62 |       |

#### Halve finale 2
| Rang | Baan | Atleet              | Land | Reactie | Tijd  | Bijz. |
| ---- | ---- | ------------------- | ---- | ------- | ----- | ----- |
| 1    | 6    | Shaunae Miller-Uibo | BAH  | 0,155   | 49,60 | Q     |
| 2    | 5    | Jodie Williams      | GBR  | 0,136   | 49,97 | Q, PB |
| 3    | 4    | Roneisha McGregor   | JAM  | 0,181   | 50,34 |       |
| 4    | 7    | Wadeline Jonathas   | USA  | 0,189   | 50,51 |       |
| 5    | 9    | Paola Morán         | MEX  | 0,168   | 51,06 | SB    |
| 6    | 8    | Lieke Klaver        | NED  | 0,208   | 51,37 |       |
| 7    | 2    | Aliyah Abrams       | GUY  | 0,137   | 51,46 |       |
| 8    | 3    | Aauri Bokesa        | ESP  | 0,194   | 51,57 | PB    |

#### Halve finale 3
| Rang | Baan | Atleet                  | Land | Reactie | Tijd  | Bijz.     |
| ---- | ---- | ----------------------- | ---- | ------- | ----- | --------- |
| 1    | 5    | Stephenie Ann McPherson | JAM  | 0,134   | 49,34 | Q, PB     |
| 2    | 6    | Allyson Felix           | USA  | 0,179   | 49,89 | Q, SB MWR |
| 3    | 8    | Sada Williams           | BAR  | 0,167   | 50,11 | NR        |
| 4    | 4    | Natalia Kaczmarek       | POL  | 0,165   | 50,79 |           |
| 5    | 3    | Kyra Constantine        | CAN  | 0,177   | 51,22 |           |
| 6    | 7    | Amandine Brossier       | FRA  | 0,170   | 51,30 |           |
| 7    | 9    | Cátia Azevedo           | POR  | 0,146   | 51,32 |           |
| 8    | 2    | Lisanne de Witte        | NED  | 0,178   | 52,09 |           |

### Finale
| Rang   | Baan | Atleet                  | Land | Reactie | Tijd  | Bijz.  |
| ------ | ---- | ----------------------- | ---- | ------- | ----- | ------ |
| Goud   | 7    | Shaunae Miller-Uibo     | BAH  | 0,162   | 48,36 | AR     |
| Zilver | 5    | Marileidy Paulino       | DOM  | 0,176   | 49,20 | NR     |
| Brons  | 9    | Allyson Felix           | USA  | 0,158   | 49,46 | SB MWR |
| 4      | 6    | Stephenie Ann McPherson | JAM  | 0,131   | 49,61 |        |
| 5      | 4    | Candice McLeod          | JAM  | 0,152   | 49,87 |        |
| 6      | 8    | Jodie Williams          | GBR  | 0,127   | 49,97 | =PB    |
| 7      | 2    | Quanera Hayes           | USA  | 0,176   | 50,88 |        |
|        | 3    | Roxana Gómez            | CUB  | 0,191   |       | DNF    |

1964: Betty Cuthbert ·
1968: Colette Besson ·
1972: Monika Zehrt ·
1976: Irena Szewińska ·
1980: Marita Koch ·
1984: Valerie Brisco-Hooks ·
1988: Olga Bryzgina ·
1992: Marie-José Pérec ·
1996: Marie-José Pérec ·
2000: Cathy Freeman ·
2004: Tonique Williams-Darling ·
2008: Christine Ohuruogu ·
2012: Sanya Richards-Ross ·
2016: Shaunae Miller ·
2020: Shaunae Miller ·
2024: Marileidy Paulino